# フローレンス (サウスカロライナ州)
フローレンス（英: Florence、[ˈflɔːrəns]）は、アメリカ合衆国サウスカロライナ州の都市。フローレンス郡の郡庁所在地である。人口は3万9899人（2020年）。フローレンス都市圏の中核である。この都市圏は、ノースカロライナ州の南東部と共に、サウスカロライナ州の北東部8郡を含む歴史ある「ピーディー」地域を形成している。
1965年、全米市民同盟から全米都市賞に指名された。フローレンスは鉄道の中心として設立され、ウィルミントン・アンド・マンチェスター鉄道、ノースイースタン鉄道、チェロー・アンド・ダーリントン鉄道という3つの主要鉄道の接続点となった。2013年時点でも産業とインフラの中心としての位置づけを保持しつつ、地域の事業、医療、文化、金融の中心として確立されている。

## 歴史
フローレンス市は1871年に認証され、1888年にフローレンス郡が創設された後の1890年に法人化された:7。その認証以前、1719年に植民地領主によって区割りされた当初のタウンシップの1つに入っていた。その地域では19世紀後半から20世紀初期にかけて徐々に入植が進んだ。初期開拓者は自給自足農業を行い、藍、綿花、海軍用物資、木材を生産し、ピーディー川を使ってジョージタウンの港に運ばれ、輸出された。19世紀半ば、ウィルミントン・アンド・マンチェスター鉄道とノースイースタン鉄道の2線が建設され、ここで交差した。ウィルミントン・アンド・マンチェスター鉄道社長のW・W・ハーリー将軍がその接続点に自宅を建て、自分の娘の名前からその町をフローレンスと名付けた。

### 南北戦争
南北戦争のとき、町は南軍にとって重要な物資供給と鉄道の修繕中心地となり、またフローレンス・ストッケイド（刑務所）では、北軍の捕虜を12,000人から18,000人収容していた。ここで2,800人以上の捕虜が病死した。刑務所に隣接する埋葬所は、戦後フローレンス国立墓地となった。

### 20世紀初期
戦後のフローレンスは、鉄道を使って綿花、材木を運び出し、20世紀の変わり目にはタバコを出荷して成長し、繁栄した。20世紀、フローレンスの経済は医療産業に強く依存するようになり、2つの総合病院や多くの薬品工場が経済を推進した。第二次世界大戦後は特に工業が成長し、繊維、薬品、紙の製造に加え農産物でも知られるようになっていった。

## 地理
フローレンスはサウスカロライナ州の海岸平原にある。平均標高は43メートル程度である。ジェフリーズ・クリークは大ピーディー川の支流であり、フローレンスは市内を流れる水路である。アメリカ合衆国国勢調査局に拠れば、市域全面積は17.7平方マイル (45.9 km2)であり、このうち陸地17.7平方マイル (45.8 km2)、水域は0.04平方マイル (0.1 km2)で水域率は0.17%である

## 気候
フローレンスの秋、冬、春は温和であり、冬の夜に氷点下になることもあるが、寒さが続くことはめったにない。夏は大変暑く湿気ることがある。アメリカ合衆国南東部の他の都市と同様に気温の逆転層が生まれることがあり、これが地域のオゾンやその他汚染物を滞留させている。
| フローレンスの気候        | フローレンスの気候 | フローレンスの気候 | フローレンスの気候 | フローレンスの気候 | フローレンスの気候 | フローレンスの気候 | フローレンスの気候 | フローレンスの気候 | フローレンスの気候 | フローレンスの気候 | フローレンスの気候 | フローレンスの気候 | フローレンスの気候 |
| 月                        | 1月                | 2月                | 3月                | 4月                | 5月                | 6月                | 7月                | 8月                | 9月                | 10月               | 11月               | 12月               | 年                 |
| ------------------------- | ------------------ | ------------------ | ------------------ | ------------------ | ------------------ | ------------------ | ------------------ | ------------------ | ------------------ | ------------------ | ------------------ | ------------------ | ------------------ |
| 最高気温記録 °F （°C）    | 85 (29)            | 86 (30)            | 96 (36)            | 97 (36)            | 102 (39)           | 108 (42)           | 108 (42)           | 106 (41)           | 104 (40)           | 102 (39)           | 89 (32)            | 86 (30)            | 108 (42)           |
| 平均最高気温 °F （°C）    | 56 (13)            | 59 (15)            | 68 (20)            | 76 (24)            | 83 (28)            | 88 (31)            | 91 (33)            | 90 (32)            | 84 (29)            | 76 (24)            | 67 (19)            | 58 (14)            | 74.7 (23.5)        |
| 平均最低気温 °F （°C）    | 35 (2)             | 37 (3)             | 44 (7)             | 51 (11)            | 60 (16)            | 67 (19)            | 71 (22)            | 70 (21)            | 64 (18)            | 53 (12)            | 44 (7)             | 37 (3)             | 52.8 (11.8)        |
| 最低気温記録 °F （°C）    | 0 (−18)            | 4 (−16)            | 11 (−12)           | 26 (−3)            | 36 (2)             | 39 (4)             | 50 (10)            | 50 (10)            | 39 (4)             | 26 (−3)            | 15 (−9)            | 4 (−16)            | 0 (−18)            |
| 降水量 inch （mm）        | 3.25 (82.6)        | 2.68 (68.1)        | 3.29 (83.6)        | 2.7 (69)           | 3.13 (79.5)        | 4.2 (107)          | 4.96 (126)         | 4.84 (122.9)       | 3.33 (84.6)        | 2.88 (73.2)        | 2.49 (63.2)        | 2.94 (74.7)        | 40.69 (1,034.4)    |
| 出典：The Weather Channel |                    |                    |                    |                    |                    |                    |                    |                    |                    |                    |                    |                    |                    |

## 市政府
フローレンス市は市政委員会・市マネジャー方式の政府を採用している。市政委員の任期は4年間であり多選制限はない。委員は7人であり、3人は3つの小選挙区からそれぞれ1人、残り4人は市全体を選挙区に選出される。市長も市全体から選ばれる。委員会は政策を決め、法、規則、規制を法制化して、町の将来と経済的な成長を誘導する。市の運営を秩序だって効率的に行うために必要な支援も行う。市長の選挙はアメリカ合衆国大統領の選挙と同時に行われる。市長も市政委員の1人であり、多選制限は無い。市政委員会は市マネジャーを指名し、管理部門の長として務めさせ、市の日々の運営を監督させ、市政委員会の意思を形にさせる。

## 経済
20世紀の後半と21世紀初期、フローレンスの経済は鉄道と農業に強く依存する形態から、商業、金融、鉄道とトラックの輸送、医療など多様な経済に転換され、東部カロライナの工業中心となった。地域には9社以上の多国籍企業と、フォーチュン500に入る企業14社がある。2009年度、フローレンス大都市圏の域内総生産は68億ドルであり、州内の大都市圏の中でも高い方である。
ミルケン・インスティテュートの2008年業績の高い都市指数に拠れば、フローレンス大都市圏は、国内上位124の小型都市圏の中でその評価が第5位になった。この報告書では、アメリカの大都市圏が如何に仕事を生んで維持し、経済を発展させているかで評価している。評価指標には、求人数、賃金と給与、技術的な成長が入っている。
フローレンスは医療分野で強力な中心地となってきた。マクロード地域医療センター、カロライナ病院システム、ヘルスサウスの3つが主要な医療提供者である。これら機関の成長により、過去10年間で高層ビルや地域社会に関するプロジェクトの需要が高まり、フローレンスのスカイラインを変化させた。
このように医療分野の高い集積があることで、幾つかの企業はフローレンスに世界、大陸あるいは全米の本社を置いている。その中にはゼネラル・エレクトリック・メディカル・システムの製造設備、アメリカ軍とその文民従業員のための補完的保険会社であるアメリカ国防厚生管理本部（TRICARE）、不動産と個人保険会社であるアシュラントがある。市内には薬品産業もある。例えばホフマン・ラ・ロシェの薬品製造施設や、パセオンAPIサービシーズの研究開発センターがある。
東部カロライナの金融とサービス業の中心でもある。多くの金融や専門的管理機関が市内で大きな投資を行っている。地域営業所や本部のある会社として、金融のBB&T、バンク・オブ・アメリカ、インターネットの Monster.com がある。AT&Tやデューク・エナジー Inc.の営業本部もある。
フローレンスは州間高速道路95号線と同20号線の交差する場所にあり、ニューヨーク市とフロリダ州マイアミ市のほぼ中間にあることの恩恵を受けている。州都コロンビアから東に130キロメートル、マートルビーチの西110キロメートル、チャールストンの北190キロメートル、ノースカロライナ州シャーロットの南東180キロメートルにある。このことでフローレンスに競争力を保持させており、本田技研、ESAB、デュポン・帝人フィルムズ、QVC配送センター、ハインツなどのメーカーを誘致し、維持できている。

## 教育

### 公立学校
フローレンス公共教育第1学区が地域の公立学校を管轄する主体である。2010年時点で、フローレンス、エフィンガム、クインビーの地域に小学校12校、中学校3校、高校3校、計18の学校に14,500人の児童生徒が通っている。この学区では中学生や高校生のためのオルタナティブ学校、職業訓練センター、成人学級センターも運営している。この学区と学校はパルメットの優秀賞など多くの賞を受けており、州の中でも評価が高い。

### 私立学校
- フローレンス・クリスチャン学校
- トリニティ・バーンズ・カレッジエイト学校
- キングス・アカデミー

### 高等教育機関
フローレンス市内と周辺にある高等教育機関としては、フランシス・マリオン大学とフローレンス・ダーリントン工業カレッジがある。フランシス・マリオン大学はフローレンス市内にある公立大学であり、一方フローレンス・ダーリントン工業カレッジはフローレンスの他にハーツビル、レイクシティ、マリンズでも衛星キャンパスを運営している。

## 医療

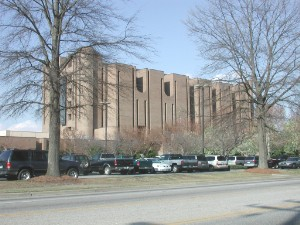
マクロード地域医療センター

マクロード地域医療センターは453床非営利医療センターであり、フローレンス中心街の広さ300,000 m2の敷地にある。この病院には心臓血管研究所、先進外科センター、がんセンターがあり、またサウスカロライナ州の北東部では唯一の専門化した小児科もある。フローレンスのマクロード地域医療センター、ディロンのマクロード医療センター、ダーリントンのマクロード医療センターなど救急処置施設もあり、サウスカロライナ州のピーディー地域全体で施設を運営している。
カロライナ病院システムは420床の地域をリードする医療施設であり、サウスカロライナ州北東部8郡を対象にしている。この施設は毎年数千人の患者が利用しており、個別の特別な手当てを行い、診断と治療のために革新的な処置と最先端の技術を駆使している。
リージェンシー病院は2001年7月にフローレンスで開院した。40床の長期療養型病院であり、シーダー通り121にあるシーダータワーズの4階と5階を使っている。ジョージア州アルファレッタにある本社と共に国内に20の病院があり、急成長を続けている。
マクロード地域医療センターとカロライナ病院システムはサウスカロライナ州のピーディー地域で、雇用数の第1位と第3位である。

## 交通

### 高規格道路
- 州間高速道路95号線は、6車線の自動車専用道であり、北東から市内に入り、南西に出て行く。ニューヨーク市からマイアミ市までのこの道路のほぼ中間にフローレンスが位置している。
- 州間高速道路20号線は、4車線高規格道路であり、西から市内に入り、フローレンス市のデイビッド・マクロード大通り、州間高速道路20号線産業道路が東の終端となる。この道路でコロンビア、ジョージア州アトランタ、テキサス州ダラス、さらにアメリカ合衆国西部と繋がっている。
- アメリカ国道52号線は、フローレンスの中心街を南北に貫く道路である。中心街の北西部で州間高速道路95号線と交差し、国道301号線と合流した後に、市の南に出て行く。 サウスカロライナ州道51号線に接続してチャールストンに至る。
- アメリカ国道76号線は西から市内に入り、州間高速道路95号線と交差し、パルメット通りでデイビッド・マクロード大通りと合流し、フリーダム大通りとの交差点で市から東に出て行く。この道路は西のテネシー州チャタヌーガと、北のノースカロライナ州ウィルミントンを繋いでいる。
- アメリカ国道301号線は、フローレンスを通るもう1つの南北方向路である。市内に入るとサウスアービー通りとして国道52号線に合流し、フリーダム大通りとして中心街をバイパスする三日月形となる。その後中心街の東で国道76号線に合流し、市外に出て行く。

### 大量交通機関
ピーディー地域交通局が、ダーリントン、マリオン、チェスターフィールド、ディロン、レイクシティ各市を含めフローレンスの大都市圏の大量輸送を担当する機関である。コロンビア、マートルビーチ、サムターに行くルートも運行している。
フローレンスとその周辺には急行シャトルバスや通常のバス便を運行している。交通局は1974年6月に設立されており、州内では最古かつ最大の地域交通局である。最初はチェスターフィールド郡、ダーリントン郡、ディロン郡、フローレンス郡、マリオン郡、マルボロ郡のピーディー地域6郡で運営を始めた。1日の利用客数は2,457人であり、年間1,500万人以上を運んでいる。165両の車両を所有しており、通常の輸送用、都市間輸送用、トロリーなどから、リフトを備えたバンやゴーシェンまで様々である。

### 航空
フローレンスとその周辺地域はフローレンス地域空港（空港コードFLO）を利用している。フローレンス中心街から東に国道76号線を使って3キロメートルにある。アメリカン・イーグルが乗り入れており、この地域ではマートルビーチ国際空港に次いで利用客が多い。マートルビーチ国際空港も西に車で1時間の距離にある。

### 都市間鉄道
アムトラックの運行する「パルメット号」第89と第90、および「シルバーメテオ号」第97と第98が、フローレンスから、ニューヨーク、フィラデルフィア、デラウェア州ウィルミントン、ボルチモア、ワシントンD.C.、フロリダ州ジャクソンビルとタンパ、さらにマイアミとを繋いでいる。

### 都市間バス
グレイハウンドとサウスイースタン・ステージズが中心街南部にあるアービー通りのバス停を運営しており、都市間バスを利用できる。

## 中心街の再活性化
フローレンス市は中心街の大掛かりな再開発に取り組んでいる。既に幾つかの顕著な企画を完成され、さらに計画中のものもある。中心街の再開発地区は市内中心部の元々70ブロックあり、面積は500エーカー (2.0 km2) に広がっていたが、現在はティムロッド公園とそこの歴史的家屋まで100エーカー (0.4 km2) 以上を加えている。この再開発には、市の新しいロゴ、道案内標識、給水塔の塗装やり直しなど、これまでにない動きも生んできた。
歴史ある中心街は中央事業地区からマクロード医療センターに向かっており、多くの歴史的な建物が修復されてきた。この再開発は1,800万ドルを掛けたブルース・アンド・リー基金図書館に始まり、今日では新しいフローレンス小劇場、60ほどのアパート、2011年9月にオープンしたフランシス・マリオン大学芸能センター、2014年10月11日にオープンしたフローレンス芸術・科学・歴史博物館と続いてきた。一旦使用をやめたビルに新しい事務所スペースができ、かつて犯罪の多かったダーガン通りには警察の分署ができた。
かつては市の活動の中心だったが、小売店が郊外のモールに出て行ってからは休眠中だった中心街の地域に、特別の動きが当てられている。その目標はエバンス通りを活発な商業と住宅の回廊として再生し、通りの5ブロックを美化することである。

## 住民

### 人口動態
以下は2010年国勢調査による人口統計データである。
| 基礎データ - 人口: 30,248 人 - 世帯数: 11,925 世帯 - 家族数: 7,882 家族 - 人口密度: 659.8人/km2（1,709.4 人/mi2） - 住居数: 13,090 軒 - 住居密度: 285.5軒/km2（739.7 軒/mi2） 人種別人口構成 - 白人: 50.0% - アフリカン・アメリカン: 46.0% - ネイティブ・アメリカン: 0.18% - アジア人: 1.16% - 太平洋諸島系: 0.01% - その他の人種: 0.21% - 混血: 0.71% - ヒスパニック・ラテン系: 0.76% 年齢別人口構成 - 18歳未満: 25.0% - 18-24歳: 8.7% - 25-44歳: 28.2% - 45-64歳: 23.0% - 65歳以上: 15.1% - 年齢の中央値: 37歳 - 性比（女性100人あたり男性の人口） - 総人口: 82.8 - 18歳以上: 77.5 | 世帯と家族（対世帯数） - 18歳未満の子供がいる: 30.2% - 結婚・同居している夫婦: 41.9% - 未婚・離婚・死別女性が世帯主: 20.7% - 非家族世帯: 33.9% - 単身世帯: 29.5% - 65歳以上の老人1人暮らし: 10.4% - 平均構成人数 - 世帯: 2.44人 - 家族: 3.03人 収入と家計 - 収入の中央値 - 世帯: 35,388米ドル - 家族: 42,250米ドル - 性別 - 男性: 35,633米ドル - 女性: 23,589米ドル - 人口1人あたり収入: 20,336米ドル - 貧困線以下 - 対人口: 19.3% - 対家族数: 15.3% - 18歳未満: 28.2% - 65歳以上: 15.9% |

フローレンスは2010年時点で人口205,566人だったフローレンス大都市圏の中心都市である。これにはフローレンス郡とダーリントン郡の全郡が含まれている。しかし2000年国勢調査の詳細を見ると、都市圏の約54%のみが都会化されており、フローレンス（2000年の人口67,314人）、ハーツビル（同14,907人）、ダーリントン（同12,066人）、レイクシティ（同8,728人）で構成されている。都市圏の残り部分は田園部と見なされている。

### 宗教
アメリカ合衆国南部の中間的な大きさの都市と同様に、住民の多くはプロテスタントであり、中でも南部バプテスト連盟が多く、次にメソジスト教会である。プロテスタントのその他の会派や、ローマ・カトリック教会、ギリシャ正教会なども信者がいる。ギリシャ正教会は、毎年9月にギリシャ祭を開催している。改革派ユダヤ教のシナゴーグが2つある。その1つがベス・イスラエル・コングリゲーションである。末日聖徒イエス・キリスト教会のフローレンス教区もある。小さなヒンドゥー教寺院もある。

## 著名な出身者
- ジャスティン・デュラント – NFLアメリカンフットボール選手、ダラス・カウボーイズ他
- レジー・サンダース - メジャーリーグベースボール選手、カンザスシティ・ロイヤルズ他

## スポーツ
野球
フローレンスでは、野球の長い歴史がある。1920年代、フローレンス・スワンプフォックシーズが設立された。1981年から1986年にはトロント・ブルージェイズのマイナーリーグ・チームがあった。メジャーリーグベースボール選手のパット・ボーダーズ、ジミー・キー、セシル・フィルダー、フレッド・マグリフは、マイナーリーグ時代にフローレンスでプレイしたことがあった。フローレンスのポスト1アメリカン・リージョン野球チームは1932年から活動し、州内でも最長クラスのチームである。毎年夏にピーディー地域全体から才能ある高校生を呼んでおり、その中にはレジー・サンダースを始め、プロに進んだ者が30人以上いた。リーグ優勝26回、州のタイトル2回を獲得した。2008年アメリカン・リージョン州選手権は開催場所となった。2012年、州選手権とサウスイースト地域に優勝し、ノースカロライナ州シェルビーで行われたアメリカン・リージョン・ワールドシリーズに進んだ。
1998年時点で、夏季のコースタルプレーン・リーグに属するフローレンス・レッドウルブズが本拠地にしていた。このチームにはサウスイースタン・カンファレンスやアトランティック・コースト・カンファレンスから大学生の選手を連れてきていた。2004年のオールスターゲームとホームラン・ダービーを主催した。2007年、その本拠地球場でプティ・カップ・トーナメントを主催した。
フローレンス・レッドウルブズはフランシス・マリオン大学のスパロウ・スタジアム（3,500席）で試合を行っている。このスタジアムはフローレンス・ダーリントン工業カレッジの本拠地でもある。ポスト1はメモリアル・スタジアムに隣接するリージョン・スタジアムで試合を行っており、そこではフローレンスの公立高校3校がフットボールの試合を行っている。
フットボール
フローレンスでは2006年から2009年までアメリカン屋内フットボール・リーグのフローレンス・ファントムズが本拠地にしていた。試合会場はフローレンス市民会館だった。フローレンス・メモリアル・スタジアムは7,000席のフットボール場であり、市の東5マイル (8 km) にある。ウェストフローレンス、ウィルソン、サウスフローレンス各高校のホーム・スタジアムでもある。
ホッケー
2005年から2007年まで、サザン・プロフェッショナル・ホッケーリーグのツインシティ・サイクロンズが、フローレンスでプレイしていた。このチームは2004年に行われた2つの行事を纏めたものであり、ECHLの現在は無いピーディー・プライドに代わるものだった。

## メディア
フローレンスとグランド・ストランドがニールセンの定義するメディア市場に入っている。その中にはオリー郡、マリオン郡、ディロン郡、ダーリントン郡、マルボロ郡、ノースカロライナ州のスコットランド郡とロブソン郡、フローレンス郡が含まれている。フローレンス/マートルビーチ市場は国内第103位の大きさである。フローレンスとピーディー地域のラジオは国内第217位のラジオ市場を形成している。
「フローレンス・モーニングニューズ」がピーディー地域では最大の日刊紙であり、読者はチェロー、マリオン、ダーリントンからウィリアムズバーグまで広がっている。1922年の創刊であり、バークシャー・ハサウェイ・カンパニーが発行している。他にもニューズ・ジャーナルやコミュニティ・タイムズなど週刊紙も幾つかある。

## 呼び物

### 会場
- フローレンス市民会館
- ダーリントン・レースウェイ
- フローレンス国立墓地
- フローレンス公共図書館
- フローレンス地域空港
- フローレンス・ストッケード（捕虜収容所）
- 大戦間州立博物館

### ショッピング
フローレンス市はサウスカロライナ州のピーディー地域で小売業の中心である。買い物客はフローレンス郡やダーリントン郡だけでなく、ピーディー地域全体から来ており、地域や国内で最大かつ良く知られたチェーン店の多くなど、幅広い小売店や飲食店がある。
地域のモールであるマグノリア・モールは、コロンビアからマートルビーチの間の地域では最大のショッピングセンターである。床面積は60万平方フィート (56,000 m2) に、ベルク、J.C.ペニー、シアーズ、ディックス・スポーティング・グッズ、ベスト・バイ、バーンズ・アンド・ノーブルを旗艦店とする70以上の店舗が入っている。その他の小売店として、エアロポスタル、アメリカン・イーグル・アウトフィッターズ、オールド・ネイビー、バス & ボディ・ワークス、シャーロット・ラス、チルドレンズ・プレース、イクスプレス、ジャスティス、レーン・ブライアント、ニューヨーク & カンパニー、ヴィクトリアズ・シークレットがある。フードコートでは7つの選択肢があり、レストランのルビー・チューズデイが入っている。モールの外には、バッファロー・ワイルド・ウィングス、メロウ・マッシュルーム、アウトバック・ステーキハウス、IHOP、チポトレ・メキシカン・グリル、チャック・E・チージーズが出来ている。マグノリア・モールは1979年にオープンし、2008年に再度オープンした。州間高速道路95号線と同20号線がデイビッド・H・マクロード大通りと交わる点の近くにある。
マグノリア・モールに隣接して「コモンズ・アット・マグノリア」があり、テナントとしては、ターゲット、デイビッズ・ブライダル、ベッド・バス・アンド・ビヨンド、カークランズ、ペットスマートがある。デイビッド・H・マクロード大通りの対面には「プラザ・アット・マグノリア」があり、テナントとしては、コールズ、ザ・ホーム・デポ、ロングホーン・ステーキハウス、オリーブ・ガーデン、チリーズ・グリル・アンド・バーがある。
市内にあるもう1つのショッピングセンターとしてフローレンス・モールがある。1960年代に屋外型モールとして開発され、現在はショッピング・プラザのような外観である。床面積は340,506平方フィート (32,000 m2) ある。テナントとしては、スタインマート、ピグリー・ウィグリー、タルボット、T・J・マックス、シュー・カーニバル、ロスなどがある。飲食店では、レッド・ボーン・アレー、モーズ・サウスウェスト・グリル、ファイブ・ガイズ・バーガーズ & フライズ、チチズ・ピザ、ハーディーズ、シュロスキーズ・デリ、コールド・ストーン・クリーマリーがある。この他にフローレンス市内にはウォルマートのスーパーセンター2軒、サムズ・クラブとKマート各1軒、ロウズ2軒もある。さらに商店街、工芸品と趣味の店、アンティーク店など小型店舗が散らばっている。